# Virgínia Portocarrero
Virginia Maria de Niemeyer Portocarrero (Rio de Janeiro , 23 de outubro de 1917 — Araruama, 29 de março de 2023) foi uma enfermeira carioca, filha de Tito Portocarrero e Dinah de Niemeyer Portocarrero.

## Formação e trajetória profissional
Formou-se bacharel em ciências e letras pelo Colégio Pedro II e decoradora, professora de desenho e desenhista dentro do Curso de Aperfeiçoamento e Arte Decorativa da Escola Politécnica Nacional de Engenharia. Mais tarde formou-se enfermeira, iniciando o Curso de Enfermagem Samaritana na Cruz Vermelha de Belém (PA) e concluindo no Rio de Janeiro, devido a mudanças por causa da profissão do pai.
Trabalhou como desenhista no Instituto do Mate onde leu uma matéria do jornal O Globo que chamava por voluntários para a Segunda Guerra Mundial. A partir de sua inscrição como voluntária, matriculou-se no Curso de Emergência de Enfermeiras da Reserva do Exército (CEERE) - Quadro de Emergência de Enfermeiras da Reserva do Exército Brasileiro (QEERE), o qual concluiu em 2 de junho de 1944, ficando a disposição da Força Expedicionária Brasileira (FEB), integrando o Primeiro Escalão.

## Atuação na Força Expedicionária Brasileira
Como parte do 2º Grupo (General Diretor de Saúde Marques Porto), Virgínia foi enviada para Nápoles, na Itália, em 7 de julho de 1944, aos 27 anos de idade. Durante a guerra, ela atuou nos hospitais italianos: 182th Station General Hospital em Nápoles, 105th Station Hospital em Cevitavecchia, 64th General Hospital em Ardenza, 38th Evacuation Hospital, em Cecina, Florença e Pisa, 16th Evacuation Hospital em Pistóia e 15th Evacuation Hospital em Corvela.
Em 7 de julho de 1945, regressou ao Brasil em licença publicada pela portaria 8.411 do Diário Oficial da União. Em agosto de 1945 subiu ao posto de 2o tenente, junto com suas colegas enfermeiras, a partir de determinação do Comandante da FEB.
Ao regressar, ela retoma seu posto de desenhista no Instituto Marte e depois vai trabalhar no Instituto Brasileiro do Café. Em 1957 é promulgada a lei federal n.3.160/1957 que converte as enfermeiras da FEB que atuaram em guerra nas primeiras enfermeiras militares mobilizadas em período de paz, voltando a ativa e podendo assim gozar dos direitos e vantagens inerentes e atuando na Policlínica Central do Exército.
Em 1962, Virgínia é promovida a 1º tenente e em 1963 a capitão, quando deixa a ativa e passa a compor a Reserva de 1ª Classe da FEB.

## Reconhecimentos

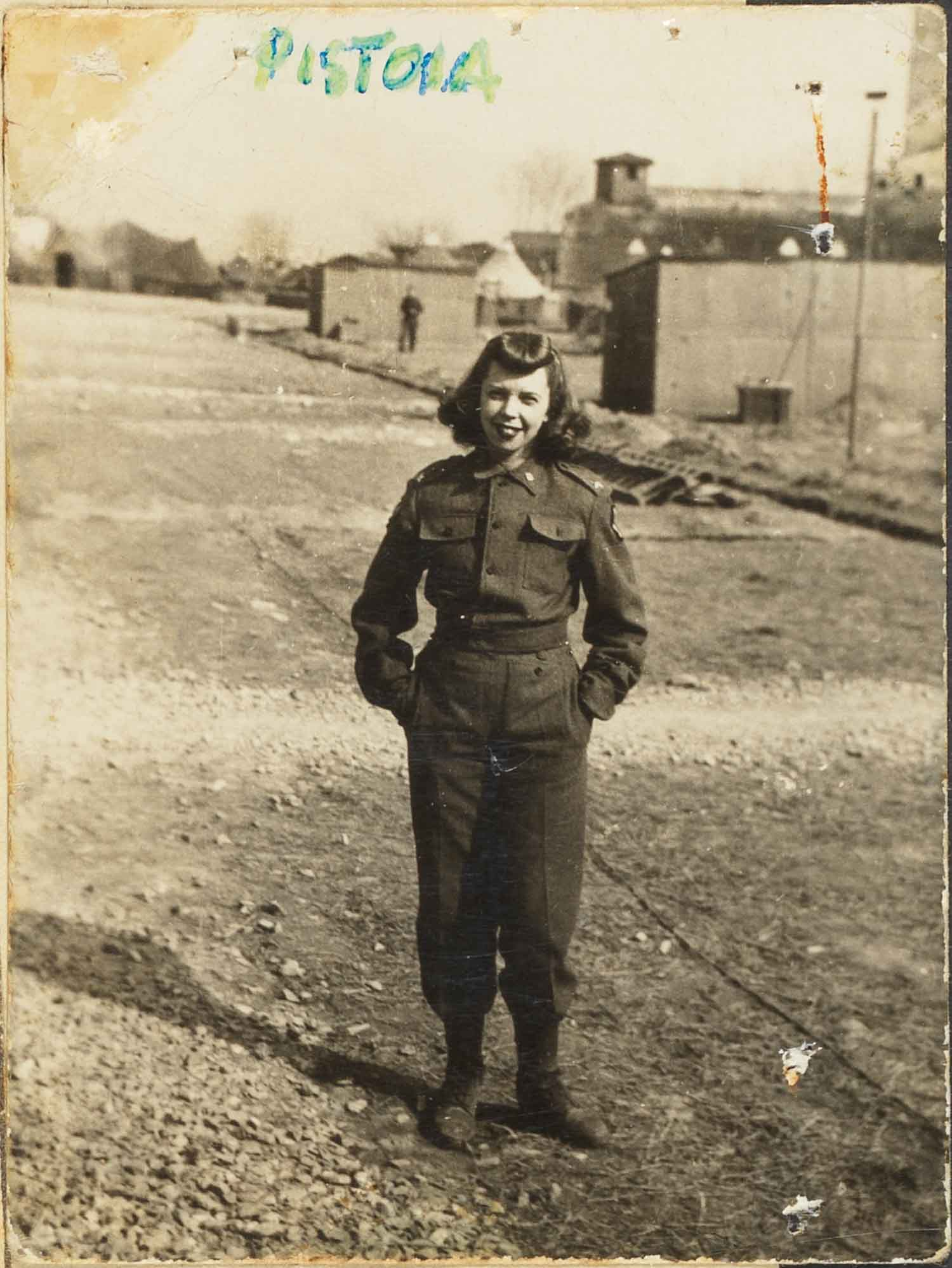
Em 1945

- Medalha de Campanha da Força Expedicionária Brasileira, concedida em 1945 por participação em operações de guerra na Itália sem nota desabonadora;[7]
- Medalha de Guerra, concedida pelo Exército Brasileiro em 1946, pela cooperação em esforço de guerra do Brasil;[7]
- Medalha da Cruz Vermelha Brasileira;
- Medalha Marechal Mascarenhas de Moraes;
- Medalha do Pacificador, concedida pelo pelo Exército Brasileiro em 2017;[7]
- Medalha Serviço de Saúde da FEB, em 2018, em homenagem pelo seu centenário de vida;[7]
- Medalha da Escola de Enfermagem Alfredo Pinto, concedido pela Universidade Federal do Estado do Rio de Janeiro (Unirio) em 2018, pela sua importância no campo da enfermagem brasileira;[7]
- Título de Aluna Emérita do Colégio Pedro II, em 2018, em homenagem pelo seu centenário de vida;[7]
- Prêmio Anna Nery, concedido pela Assembleia Legislativa do Rio de Janeiro em 2018;[7]
- Medalha Marechal Marques Porto, concedida pela Academia Brasileira de Medicina Militar em 2019;[7]
- Homenagem pelo centenário de vida em 2018, em cerimônia no Monumento Nacional aos Mortos da Segunda Guerra Mundial (RJ).[7]